# 喪屍未逝
是一部2019年美國喪屍喜劇片，由吉姆·賈木許執導兼編劇。主演包括比爾·莫瑞、亞當·崔佛、蒂妲·絲雲頓、克蘿伊·塞凡妮、史蒂夫·布希密、丹尼·葛洛佛、卡賴伯·蘭里·瓊斯、蘿西·培瑞茲、伊吉·帕普、莎拉·戴華亞、RZA、卡蘿·肯恩、席琳娜·戈梅茲及湯姆·威茲。
該片2019年5月14日在第72屆坎城影展上以開幕片的身份舉行全球首映，並由焦點影業定檔2019年6月14日於美國上映。

## 故事前情
在一個寧靜的小鎮上，喪屍從墓中爬起襲擊了居民們。三名戴著眼鏡的警察和一位喜歡劍道的古怪蘇格蘭殯儀師必須團結一致，為了人類殺出重圍，但他們努力邁向的生存之路很可能只是死路一條。

## 演員
- 比爾·莫瑞飾演克里夫·羅伯森警長（Chief Cliff Robertson）
- 亞當·崔佛飾演羅納·彼得森警官（Officer Ronald Peterson）
- 蒂妲·絲雲頓飾演薩爾達·溫斯頓（Zelda Winston）
- 克蘿伊·塞凡妮飾演密涅娃·莫里森警官（Officer Minerva Morrison）
- 史蒂夫·布希密飾演磨坊主人
- 丹尼·葛洛佛飾演漢克·湯普森（Hank Thompson）
- 卡賴伯·蘭里·瓊斯飾演巴比·威金斯（Bobby Wiggins）
- 蘿西·培瑞茲飾演波西·華瑞茲（Posie Juarez）
- 伊吉·帕普飾演咖啡喪屍
- 莎拉·戴華亞（英语：Sara Driver）飾演咖啡喪屍
- RZA飾演狄恩（Dean）
- 卡蘿·肯恩飾演馬洛里·歐布萊恩（Mallory O'Brien）
- 席琳娜·戈梅茲飾演柔伊（Zoe）
- 湯姆·威茲飾演隱士鮑勃（Hermit Bob）
- 奥斯汀·巴特勒飾演傑克（Jack）

## 製作
2018年2月，在電影《犬之島》的新聞發表會期間，比爾·莫瑞和蒂妲·絲雲頓宣布將參與由吉姆·賈木許執導的一部喪屍片。2018年3月，莫瑞宣布丹尼爾·克雷格和蘿西·培瑞茲都將成為主演；莫瑞表示：
這是一部喪屍片。吉姆·賈木許寫了個非常熱鬧的喪屍劇本，它有很多偉大的演員：蘿西·培瑞茲、丹尼爾·克雷格。它的標題是《喪屍未逝》且會在夏天拍攝。但不，我不會演喪屍。
2018年7月，據報導，演員亞當·崔佛、席琳娜·戈梅茲、克蘿伊·塞凡妮、史蒂夫·布希密、奥斯汀·巴特勒、莫瑞和絲雲頓都已確認演出（克雷格和培瑞茲仍在該項目之中）。該片將由卡特·洛根（Carter Logan）與喬舒亞·阿斯特拉坎共同製作，而焦點影業則負責發行。同月，卡賴伯·蘭里·瓊斯也加入了演出陣容。
主要拍攝於2018年7月在紐約市以外約140英里的弗萊施曼斯（Fleischmanns）開始進行。

## 發行
《喪屍未逝》於2019年5月14日在第72屆坎城影展上舉行全球首映，並作為該影展的開幕片。焦點影業將該片定於2019年6月14日在美國上映。

## 迴響

### 評價
匯總媒體網站爛番茄基於315條評論，該片持有55%的新鮮度，平均評分為5.80／10。而在Metacritic上則獲得了53分（滿分100）。

## 外部連結
- 互联网电影数据库（IMDb）上《喪屍未逝》的资料（英文）